# Crepidodera lamina
Crepidodera lamina là một loài bọ cánh cứng trong họ Chrysomelidae. Loài này được Bedel miêu tả khoa học năm 1901.